# Rhea Ripley
Demiti Rose Bennett (Adelaida, 11 de octubre de 1996) es una luchadora profesional australiana. Actualmente trabaja para la empresa WWE, donde se presenta en la marca Raw bajo el nombre de Rhea Ripley.
Después de competir en el circuito independiente utilizando su nombre real desde 2013, se unió a WWE en 2017 como parte del torneo inaugural Mae Young Classic. Luego de llegar a las semifinales de la segunda edición del torneo en 2018, pasó a formar parte del roster original de NXT UK, convirtiéndose en la campeona inaugural en agosto de 2018. Al finalizar su tiempo con NXT UK, pasó a formar parte del roster de luchadores de NXT, desde 2019 a 2021, donde logró ganar el Campeonato Femenino de NXT y se convirtió en la primera luchadora de la marca en defender su título en WrestleMania, el evento insignia de WWE. Al ser ascendida al roster principal, fue colocada en la marca Raw y rápidamente ganó el Campeonato Femenino de Raw en WrestleMania 37, y tiempo después de unió al stable The Judgment Day.
Adicionalmente al Campeonato Femenino de NXT UK y el Campeonato Femenino de NXT, es una ex Campeona Femenina de WWE (Raw) y ex Campeona Femenina en Parejas de WWE (con Nikki Cross). Después de ganar el Campeonato Femenino de SmackDown en abril de 2023, se convirtió en la séptima Campeona Triple Corona Femenina de WWE, y la quinta Campeona Grand Slam de WWE, así como en la única luchadora en haber obtenido los cinco títulos mencionados. Además, es la primera campeona australiana en la historia de WWE. Adicionalmente, fue la ganadora del Royal Rumble femenino 2023, convirtiéndose en la cuarta luchadora y la primera mujer en ganar un combate Royal Rumble como la participante número uno, y también estableció un récord de tiempo más largo en el Rumble femenino con 1:01:01 minutos. Ganadora de tres Slammy Awards como mejor luchadora 2023 , mejor combate junto a Charlotte Flair en "Wrestlemania 39" y mejor facción con The Judgment Day.

## Primeros años
Demi Bennett nació el 11 de octubre de 1996 en Adelaida, ciudad capital del estado de Australia Meridional.

## Carrera

### Circuito independiente (2013-2017)
Bennett comenzó a trabajar para Riot City Wrestling en 2013. Pasó varios años en la promoción, donde se convirtió en dos veces Campeona Femenina de RCW. Su debut para New Horizon Pro Wrestling tomó lugar el 24 de mayo de 2014 durante la noche de apertura del evento NHPW Global Conflict donde se unió al torneo Global Conflict. Fue eliminada en la primera ronda del torneo por Mercedes Martinez. Seis meses después, regresó a la promoción para aparecer en la noche de apertura del evento NHPW Final Chapter, luchando en un combate fatal de cuatro contra Madison Eagles, Evie y Saraya Knight por el Campeonato IndyGurlz Australia, que se encontraba vacante, el cual no logró ganar.
Debutó en Melbourne City Wrestling el 14 de junio de 2014 durante el evento MCW New Horizons, donde defendió el Campeonato Femenino de RCW en una triple amenzasa contra Savannah Summers y Toni Storm. El 9 de agosto en MCW Clash Of The Titans, derrotó a Miami para retener su campeonato.
El 22 de abril de 2017, Bennett compitió en su último combate para RCW en el evento RCW Strength, donde logró retener su campeonato femenino contra Kellyanne.

### WWE

#### Mae Young Classic (2017-2018)
En 2017, Bennett firmó un contrato con WWE, y se anunció que competiría en el torneo inaugural Mae Young Classic bajo el nuevo nombre de Rhea Ripley. Derrotó a Miranda Salinas en la primera ronda, pero perdió ante Dakota Kai en la segunda.
Ripley hizo su debut televisivo en la marca NXT en el episodio del 25 de octubre de 2017, participando en una batalla real para determinar a una de las contendientes que participaría en una lucha por el vacante Campeonato Femenino de NXT, misma que estaba pactada a realizarse el 18 de noviembre en el evento TakeOver: WarGames. Esta batalla a contendiente fue ganada por Nikki Cross. Luciendo un nuevo look, mostrando una nueva actitud agresiva e irrespetuosa, y estableciéndose como una heel (ruda), en 2018 compitió en el segundo torneo Mae Young Classic. En el, derrotó a MJ Jenkins, Kacy Catanzaro, y Tegan Nox en los primeros tres combates, pero fue derrotada por Io Shirai en las semifinales.

#### NXT UK (2018-2019)

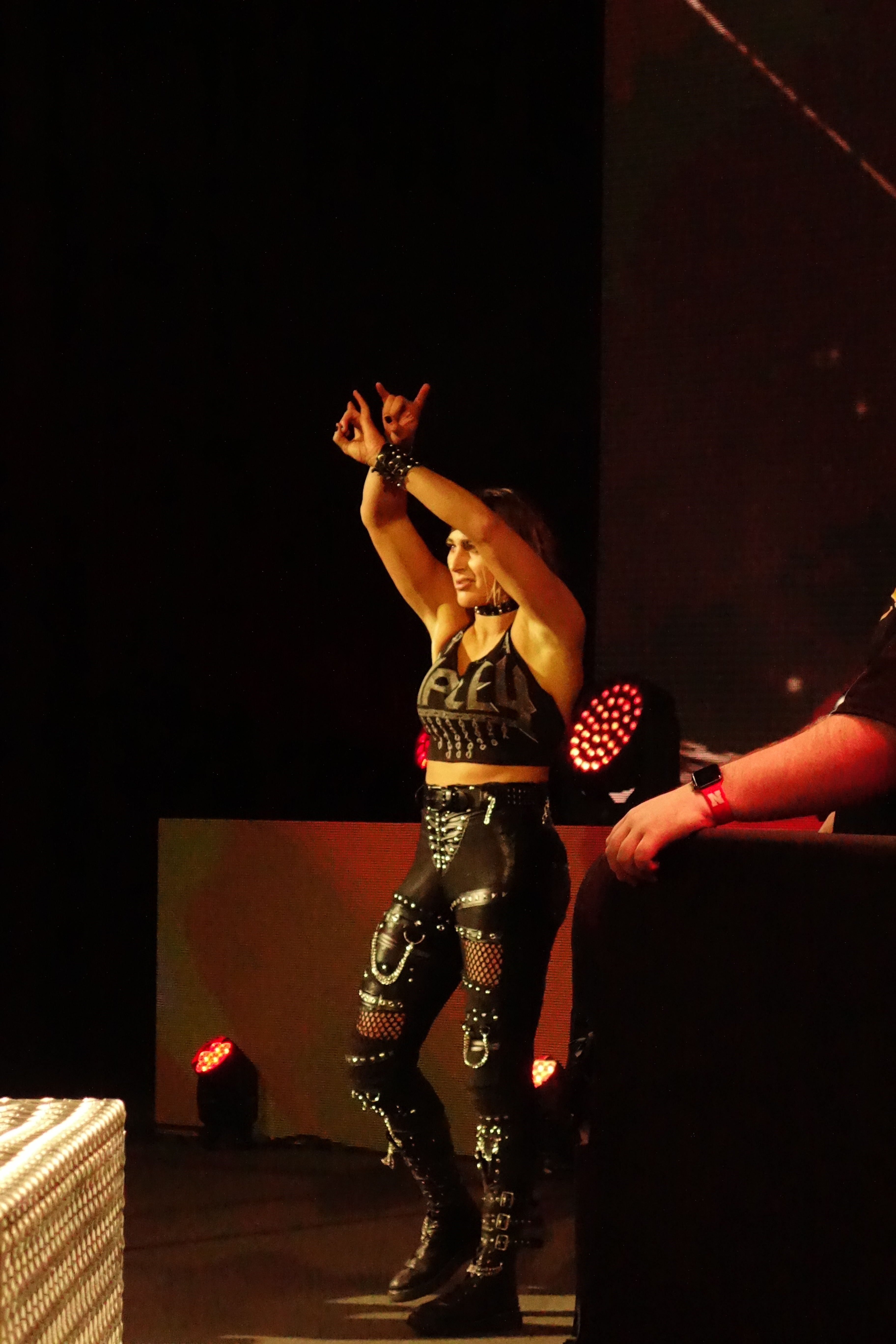
Ripley antes de un combate como parte de la marca NXT UK, 2019.

Poco después de la segunda edición del Mae Young Classic, Ripley se convirtió en miembro del roster de la marca NXT UK, como parte del nuevo programa creado por la empresa, NXT UK.
Durante las grabaciones de la emisión realizadas en agosto, mismas que fueron transmitidas en noviembre, Ripley fue parte de un torneó de ocho mujeres para determinar a la campeona inaugural del Campeonato Femenino de NXT UK. Derrotó a Xia Brookside en la primera ronda, a Dakota Kai en las semifinales, y a Toni Storm en las finales para convertirse en la campeona inaugural. Con su victoria, se convirtió en la primera campeona australiana en la historia de WWE, así como la segunda persona de nacionalidad australiana en obtener un campeonato en WWE, logró compartido con Buddy Murphy. Ripley también compitió en un combate no televisado el 28 de octubre, el cual se llevó a cabo antes de que se comenzara a transmitir en vivo el evento Evolution, que únicamente contó con la participación de mujeres. En su lucha, logró retener su Campeonato contra Dakota Kai (debido a que el torneo aún no se había emitido en ese momento, aún no se le reconocía en pantalla como campeona). Durante su reinado, defendió su título ante contendientes como Isla Dawn y Deonna Purrazzo.
El 12 de enero de 2019 en NXT UK TakeOver: Blackpool, perdió su título ante Toni Storm, terminando su reinado con 139 días y marcando su primera derrota en la marca. El 27 de enero en el evento Royal Rumble, Ripley hizo su primera aparición en el roster principal y en un evento de pago del mismo. Ahí, entró como la participante número 24 durante el Royal Rumble femenino, eliminando a Kacy Catanzaro, Dana Brooke, y Zelina Vega, antes de ser eliminada por Bayley. De vuelta en NXT UK, comenzó un feudo con la debutante Piper Niven, el cual se dio durante la mayor parte de 2019. Ambas se enfrentaron en un combate el 15 de junio (transmitido el 3 de julio), donde Niven derrotó a Ripley. Ripley derrotó a Niven en una revancha el 31 de agosto (transmitido el 4 de septiembre); las dos finalmente se unirían después de que Ripley salvara a Niven de un ataque de Jazzy Gabert y Jinny, a quienes derrotaron en un combate entre equipos el 4 de octubre. Tuvo su última lucha en NXT UK durante las grabaciones del 5 de octubre de 2019, en la que derrotó a Nina Samuels.

#### NXT (2019-2021)

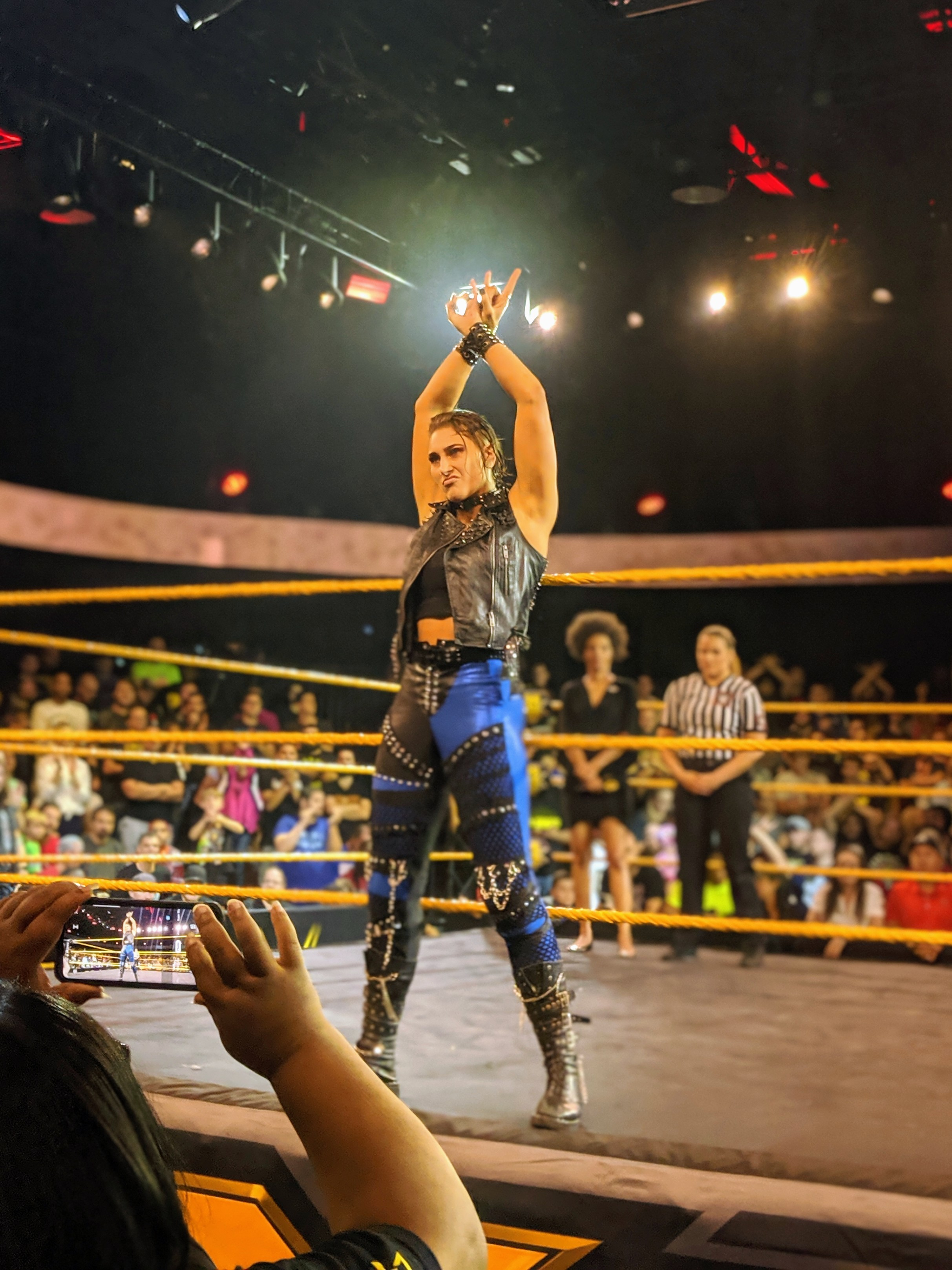
Realizando uno de sus ademanes característicos durante una de sus entradas en NXT, 2019.

En el episodio del 28 de agosto de NXT, Ripley hizo un regreso sorpresa a la marca cuando interrumpió a la Campeona Femenina de NXT, Shayna Baszler, declarando que Baszler tal vez ya había derrotado a todas las luchadoras de NXT, pero a ella no, cambiando a face (técnica) y comenzando un feudo con ella.
En paralelo con su rivalidad contra Baszler, en el episodio del 1 de noviembre de SmackDown, Ripley y Tegan Nox fueron dos de las muchas superestrellas de NXT que invadieron el programa, retando a Mandy Rose y Sonya Deville a un combate entre equipos, del cual Ripley y Nox emergieron victoriosas. Más tarde esa misma noche, se unió a Triple H y al resto del elenco de NXT para declararle la guerra a ambas marcas del roster principal, Raw y SmackDown, y prometieron ganar la batalla entre rosters en el evento Survivor Series de 2019. Como parte de esta historia, en el episodio del 22 de noviembre de SmackDown, derrotó a ambas campeonas de Raw y SmackDown, Charlotte Flair (Raw) y Sasha Banks (SmackDown), en una triple amenaza.
El 23 de noviembre en TakeOver: WarGames, Ripley llevó a su equipo a la victoria durante el primer combate de mujeres con estipulación WarGames, derrotando al equipo Baszler (que incluyó a Shayna Baszler, Io Shirai, Bianca Belair, y a la Campeona Femenina de NXT UK, Kay Lee Ray); esto a pesar de que su compañera Dakota Kai cambiara a heel (ruda) y atacara a Tegan Nox antes de que las dos siquiera entraran a la lucha, dejando solas a Ripley y Candice LeRae en de facto con una desventaja de cuatro contra dos. La noche siguiente en Survivor Series, formó parte del Equipo NXT, que derrotó al Equipo Raw y al Equipo SmackDown, en el combate eliminatorio femenino 5 contra 5 contra 5, ganándolo después de que eliminara a Sasha Banks, capitana de SmackDown, quedando como sobrevivientes ella, LeRae y Shirai.
En el episodio del 18 de diciembre de NXT, derrotó a Baszler para ganar el Campeonato Femenino de NXT, convirtiéndola en la primera y única persona en haber ganado el Campeonato Femenino de NXT y el Campeonato Femenino de NXT UK. Luego defendió con éxito el título contra Toni Storm el 25 de enero de 2020 en el evento Worlds Collide.
En el episodio del 3 de febrero de 2020 de Raw, Ripley confrontó a Charlotte Flair, quien había sido ganadora del Royal Rumble 2020, sugiriéndole el usar su oportunidad titular al ganar el Royal Rumble para retarla a un combate por el Campeonato Femenino de NXT en WrestleMania 36. Flair apareció en el siguiente episodio de NXT para darle su respuesta, pero fue interrumpida por la que en ese momento era la contendiente al título en TakeOver: Portland, Bianca Belair, así también como por la propia Ripley, con las dos finalmente haciendo equipo para atacar a Flair. En el evento mencionado, que tomó lugar el 16 de febrero, Ripley defendió con éxito el campeonato contra Belair y fue atacada por Flair, quien aceptó su desafío titular para WrestleMania. Ripley perdería su campeonato ante Flair en la segunda noche de WrestleMania 36, el 5 de abril. El día después de WrestleMania, WWE anunció que Ripley se tomaría un descanso de la empresa, y tuvo que regresar a Australia debido a problemas con su visa. Hizo su regreso en el episodio del 6 de mayo de NXT después de que Flair se autodescalificara al atacar a Io Shirai con una espada de kendo durante un combate titular en el que ambas se enfrentaron. Ripley salvo a Shirai de un ataque posterior por parte de Flair, pero en backstage las dos primeras mencionadas discutieron por lo sucedido hasta terminar peleandose entre ellas. El 7 de junio en TakeOver: In Your House, Ripley y Flair perdieron ante Io Shirai en una triple amenaza por el Campeonato Femenino de NXT. En el episodio del 18 de noviembre de NXT, retó a Shirai a un combate por su campeonato, pero no logró ganarlo. En el episodio del 2 de diciembre de NXT, Ripley fue anunciada como miembro del equipo de Shotzi Blackheart para participar en el segundo combate femenino de estipulación femenino de WarGames. Esta lucha se llevó a cabo el 6 de diciembre en el evento NXT TakeOver: WarGames, donde ella y sus compañeras perdieron ante el equipo de Candice LeRae (Toni Storm, Dakota Kai & Raquel González).
El 6 de enero de 2021 en New Year's Evil, Ripley falló tratando de derrotar a Raquel González en un combate de estipulación Last Woman Standing, mismo que se convertiría en su lucha final en NXT. El 31 de enero en Royal Rumble, Ripley entró como la participante número 14 durante, logrando 7 eliminaciones y convirtiéndose en una de las dos últimas competidoras del combate antes de ser eliminada por la eventual ganadora, Bianca Belair.

#### Campeona de Raw y en parejas (2021-2022)
En el episodio del 22 de febrero de 2021, en Raw, se emitió un video promocional anunciando la llegada de Ripley a la marca. Hizo su debut oficial en el roster principal, en el episodio del 22 de marzo de Raw, retando a Asuka a un combate por el Campeonato Femenino de Raw en WrestleMania 37. Ella aceptó su reto y el combate fue pactado para tomar lugar el 11 de abril en la segunda noche de WrestleMania. En el evento, Ripley derrotó a Asuka para ganar el Campeonato Femenino de Raw. En el episodio de Raw después de WrestleMania, defendió el título en una revancha contra Asuka, pero la contienda terminó sin ganadora tras una interferencia por parte de Charlotte Flair, quien atacó a ambas competidoras. En el episodio del 3 de mayo de Raw, se tenía pensado realizar una nueva nueva revancha entre Ripley y Asuka por el campeonato, que tendría lugar en WrestleMania Backlash, pero la corresponsal oficial de WWE, Sonya Deville, añadió a Flair a la lucha, convirtiéndola en una triple amenaza. El 16 de mayo en el evento, logró retener su título al aplicarle la cuenta a tres a Asuka. El 20 de junio en Hell in a Cell, se enfrentó a otra lucha con el título en juego pero esta vez contra Flair, quien la derrotó por descalificación, por lo que nuevamente retuvo el campeonato. El 18 de julio en Money in the Bank, Ripley perdió el título ante Flair, terminando su reinado con 98. Falló tratando de recuperar el título durante una triple amenaza en la que se enfrentó contra la campeona en curso, Nikki A. S. H., y Flair, misma que se realizó el 21 de agosto en SummerSlam.
Durante las siguientes semanas, se alió y formó un equipo con Nikki A. S. H., y en el episodio del 20 de septiembre de Raw, ganaron los Campeonatos Femeninos en Parejas de WWE al derrotar a Natalya y Tamina. En el episodio del 22 de noviembre de Raw, Ripley y A. S. H. perdieron los títulos ante Carmella y Queen Zelina, terminando su reinado con 63 días. Su alianza terminaría en el episodio del 10 de enero de 2022, en Raw, cuando A. S. H. la atacara. En el episodio del 7 de marzo de Raw, hizo equipo con Liv Morgan para derrotar a Zelina y Carmella, lo que les valió el ser añadidas a la triple amenaza por los Campeonatos Femeninos en Parejas pactada para WrestleMania 38, convirtiendo el encuentro en una lucha fatal de cuatro equipos. El 3 de abril, en la segunda noche del evento, fallarón tratando de ganar los campeonatos. En el episodio del 18 de abril de Raw, Ripley y Morgan se enfrentaron a las campeonas Sasha Banks y Naomi por los títulos, pero perdieron. Después del combate, atacó a Morgan, lo que significó el término de su asociación, y cambió a heel (ruda) por primera vez en el roster principal.

#### The Judgment Day (2022-presente)

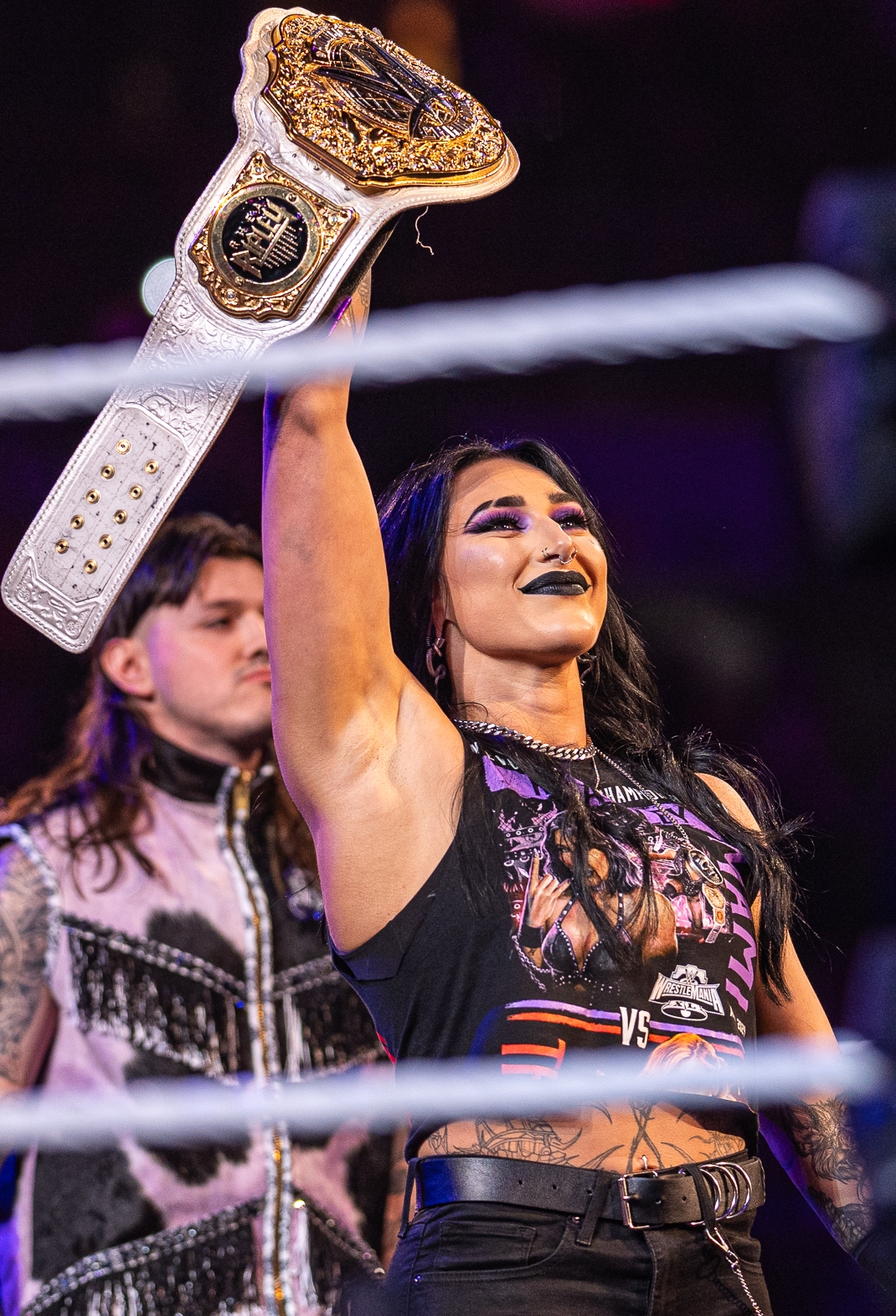
Ripley con el cinturón del Women's World Championship en abril de 2024.

El 8 de mayo de 2022, en WrestleMania Backlash, Ripley le costó a AJ Styles su combate contra Edge, revelándose a sí misma como una de los miembros de The Judgment Day. El 5 de junio en Hell in a Cell, The Judgment Day (Edge, Damian Priest, y Ripley) derrotó a Styles, Finn Bálor, y Liv Morgan en un combate mixto entre equipos de seis contra seis. La noche siguiente en Raw, Edge introdujo a Bálor como un nuevo miembro de The Judgment Day; antes de que Bálor, Priest, y Ripley lo atacaran repentinamente, y lo sacarán del stable. Más tarde esa misma noche, ganó un combate fatal de cuatro para convertirse en la contendiente número uno al Campeonato Femenino de Raw, obteniendo la oportunidad de enfrentarse en un encuentro titular contra la campeona en curso, Bianca Belair. La contienda entre ambas estaba programada para realizarse el 2 de julio en Money in the Bank, pero Ripley fue retirada del combate al no recibir la autorización médica para luchar; por lo que fue reemplazada por Carmella.
En el episodio del 25 de julio de Raw, Ripley hizo su regreso tras estar un tiempo fuera de acción debido a su lesión. Ahí, ayudó a Bálor y a Priest a atacar a los Mysterios (Rey y Dominik) durante un segmento en backstage. El 30 de julio en SummerSlam, acompañó a sus compañeros de equipo durante un combate contra los Mysterios, el cual perdieron luego de una interferencia realizada por parte de Edge, quien hizo su regreso. El 3 de septiembre en el evento Clash at the Castle, Bálor y Priest se enfrentaron a Edge y Rey Mysterio en un combate entre equipos, en el que sus aliados salieron derrotados a pesar de haber interferido a favor de ellos. Después de este combate, Dominik atacó a Edge y a Rey, cambiando a heel (rudo) y uniéndose a The Judgment Day para reformar el stable. El 8 de octubre en Extreme Rules, Dominik, Priest, y Ripley ayudaron a Bálor a derrotar a Edge en un combate de estipulación I Quit. Tras el encuentro, Ripley atacó a Beth Phoenix, la esposa de Edge, con un con-chair-to para finalizar esta rivalidad.
Dos días después de Extreme Rules, en el episodio del 10 de octubre, en Raw, The Judgment Day intentó que AJ Styles se uniera a su stable, esto debido a que Styles y Bálor solían ser compañeros de equipo como parte del Bullet Club en New Japan Pro-Wrestling. Styles aparentemente había aceptado la oferta, sin embargo, los engañó y la rechazó para después presentar a Luke Gallows y Karl Anderson como su respaldo, mismos quienes estaban haciendo su regreso a WWE después de que fueran despedidos en abril de 2020, reformando así a The O.C. Luego se produjo una pelea entre ambas facciones. La semana siguiente, The Judgement Day encaró a The O.C. y los desafió a una lucha entre equipos de seis contra seis hombres pactada para Crown Jewel, la cual aceptaron. El 5 de noviembre en el evento, The Judgment Day derrotó a The O.C., esto luego de una interferencia por parte de Ripley. En el episodio del 7 de noviembre de 2022 de Raw, The O.C. confrontó a The Judgment Day e introdujo a Mia Yim, que hacía su regreso a la empresa luego de ser despedida en noviembre de 2021. Esto como una solución para lidiar con Ripley, y equilibrar los stables. La semana siguiente, Mia Yim se unió al equipo de Bianca Belair, mientras que Ripley se unió al equipo de Bayley para enfrentarse en un combate de estipulación WarGames. El encuentro entre ambos bandos se dio el 26 de noviembre en Survivor Series WarGames, y fue la tercera contienda de este tipo en el que Ripley intervino, misma en la que su equipo fue derrotado por Yim, Belair, Becky Lynch, Asuka y Alexa Bliss. En el episodio del 5 de diciembre de Raw, se enfrentó a Asuka y Bayley en una triple amenaza para determinar a una de las contendientes número uno al Campeonato Femenino de Raw, en la que no logró ganar. Luego del combate, atacó a Asuka. Esto último la llevó a enfrentarse a ella en un combate individual una semana después, donde Ripley salió victoriosa luego de que Dominik Mysterio interfiriera a su favor. En el episodio del 19 de diciembre de Raw, se enfrentó a Akira Tozawa en su primer combate intergénero, el cual logró ganar.
El 28 de enero de 2023, en el evento Royal Rumble, Ripley apareció sorpresivamente durante el Royal Rumble masculino para ayudar a sus compañeros de stable a atacar a Edge, antes de que la esposa de este último, Beth Phoenix, la contraatacara a ella con un spear. Más tarde esa misma noche, fue la primera luchadora en entrar al Royal Rumble femenino, logrando ganar después de quedar entre las tres finalistas del combate y eliminar a Asuka y Liv Morgan. Con esta victoria, se convirtió en la primera mujer y la cuarta luchadora (después de Shawn Michaels en 1995, Chris Benoit en 2004, y Edge en 2021) en ganarlo entrando en la primera posición. Adicionalmente, obtuvo el récord de más tiempo luchando durante un Royal Rumble femenino, durando 1:01:08; se registró oficialmente que Morgan duró un segundo menos. En el siguiente episodio de Raw, Ripley declaró que retaría a Charlotte Flair a un combate por el Campeonato Femenino de SmackDown en WrestleMania 39. El 18 de febrero en Elimination Chamber, Ripley y Finn Bálor fueron derrotados por Edge y Phoenix en un combate mixto entre parejas.
El 1 de abril en la noche 1 de WrestleMania 39, Ripley derrotó a Charlotte Flair para ganar el Campeonato Femenino de SmackDown. Con esta victoria, Ripley se convirtió en la séptima Campeona Triple Corona Femenina, la quinta Grand Slam Femenina, y la campeona grand slam más joven en la historia de WWE (hombre o mujer) con 26 años de edad. En Backlash, Ripley defendió con éxito su título en su primera defensa contra Zelina Vega, integrante del Latino World Order. En Night of Champions, Ripley defendió exitosamente el Campeonato Femenino de SmackDown ante Natalya, en una lucha de estilo squash que duró 70 segundos. En el episodio del 12 de junio de Raw, el Campeonato Femenino de SmackDown pasó a llamarse Campeonato Mundial Femenino y Ripley recibió un nuevo cinturón de campeonato. En el episodio del 3 de julio de Raw, derrotó a Natalya una vez más para retener el título.
En Payback el 2 de septiembre, Ripley ayudó a Finn Bálor y Damian Priest a ganar el Campeonato Indiscutible en Parejas de la WWE después de atravesar la barricada con Kevin Owens. Más tarde esa noche, retuvo su título contra Raquel Rodríguez después de que esta fuese distraída por Dominik. En el episodio del 11 de septiembre de Raw, Ripley derrotó a Raquel en una revancha para retener el título después de la interferencia de una Nia Jax que regresaba, quien también atacó a Ripley después del combate. En Crown Jewel el 4 de noviembre, Ripley derrotó a Jax, Rodríguez, Zoey Stark y Shayna Baszler en una Fatal 5-Way match para retener su título. En Survivor Series: WarGames el 25 de noviembre, Ripley derrotó a Stark para retener su título, y mes y medio después en el primer Raw del 2024, tuvo otra exitosa defense titular, esta vez ante Ivy Nile.
La siguiente defensa titular de Ripley fue otra victoria sobre Nia Jax el 24 de febrero en Elimination Chamber llevado a cabo en su Australia natal. En la noche 1 de WrestleMania XL el 6 de abril, Ripley defendió con éxito su título contra Becky Lynch, lo que dio fin a su rivalidad. En el episodio del 8 de abril de Raw, fue atacada por Liv Morgan en backstage, lo que resultó en una lesión legítima en su brazo derecho. Este ataque, según los medios, fue lo que hizo que anunciara dejar vacante el título la semana siguiente, poniendo fin a su reinado a los 380 días empatando a su vez el récord de Bayley como la Campeona Mundial Femenina con el reinado más largo.

## Otros medios
hizo su debut en los videojuegos como personaje jugable en WWE 2K20 y posteriormente apareció en WWE 2K Battlegrounds, WWE 2K22, WWE 2K23.y WWE 2K24

## Vida personal
Bennett ha citado a The Miz como una inspiración para ella mientras crecía, mismo a quien veía en televisión. Además de la lucha libre, también ha entrenado y practicado natación, karate, rugby, netball y fútbol. Es fanática del equipo de futbol Adelaide Football Club.
Bennett se encuentra casada con el también luchador Matthew Adams, conocido profesionalmente como Buddy Matthews.

## Campeonatos y logros
- Riot City Wrestling
  - RCW Women's Championship (2 veces)

- WWE
  - Raw Women's Championship (1 vez)

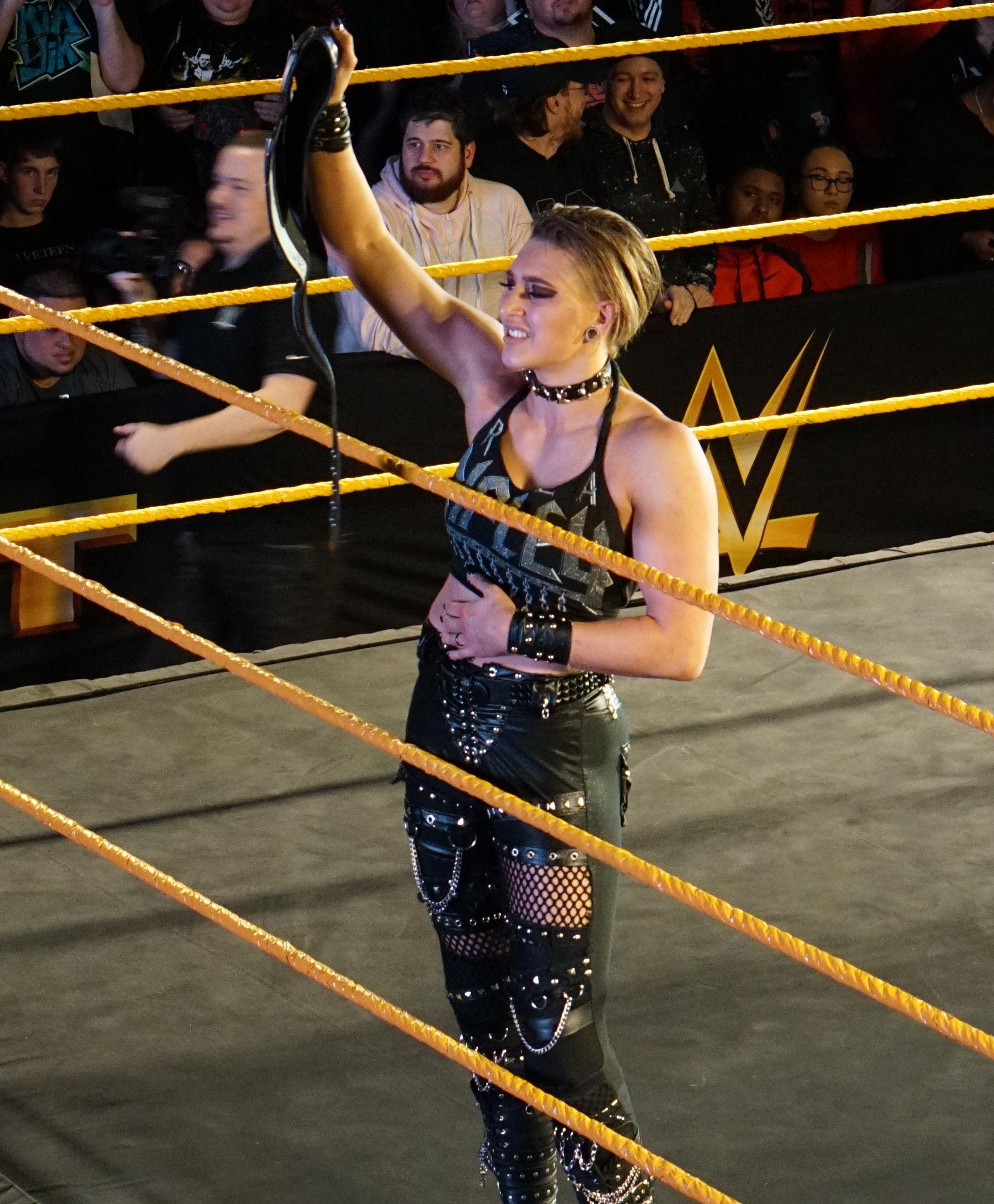
Ripley sosteniendo el Campeonato Femenino de NXT en 2020.

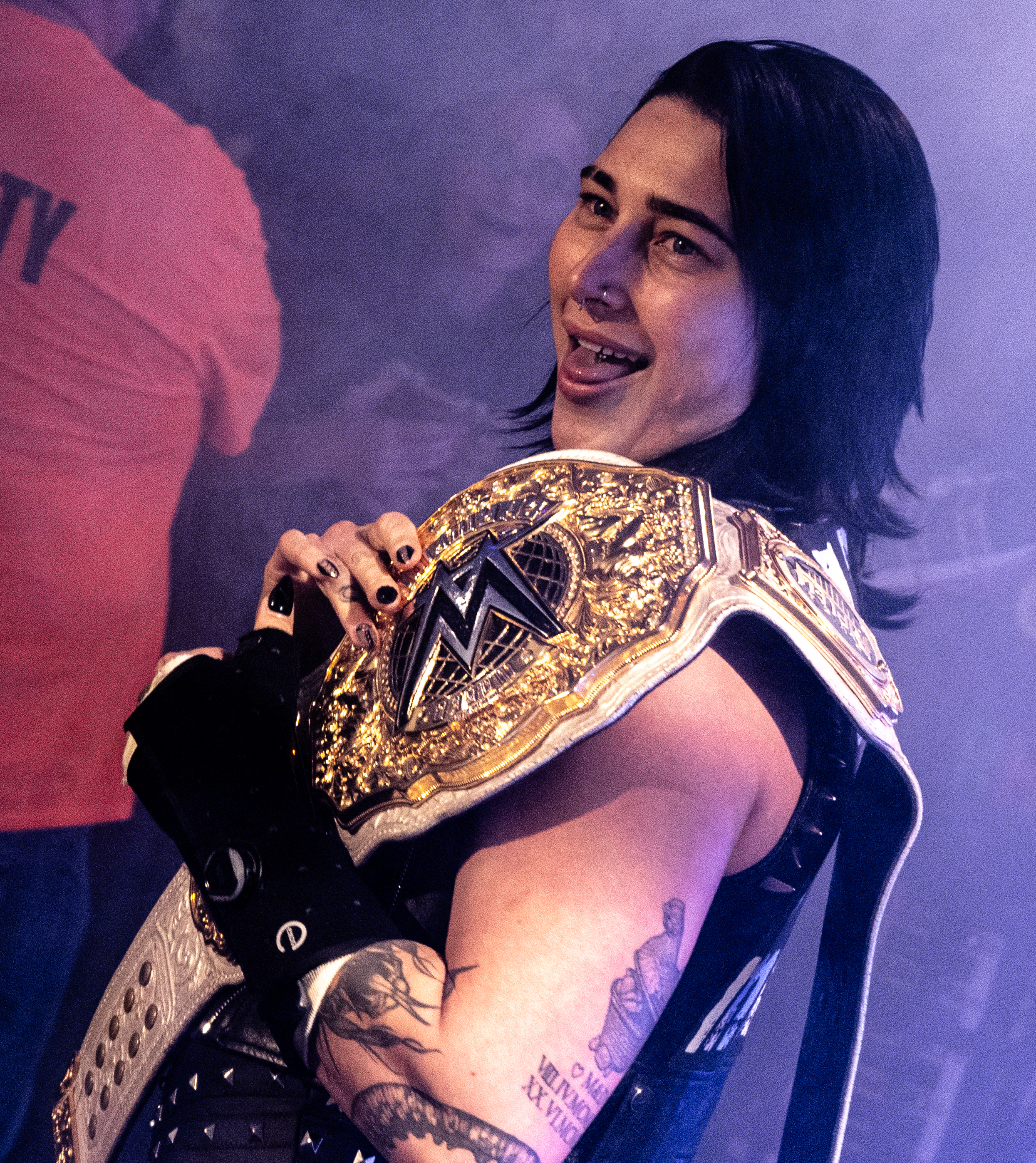
Ripley con el Women's World Championship.

  - WWE Women's World Championship (2 veces)[nota 1]
  - WWE Women's Tag Team Championship (1 vez) – con Nikki A.S.H.
  - NXT Women's Championship (1 vez)
  - NXT UK Women's Championship (1 vez, inaugural)
  - NXT UK Women's Championship Tournament (2018)
  - Women's Royal Rumble (2023)[88]
  - Campeona Triple Corona Femenina (séptima)
  - Grand Slam Femenina (quinta)

- Pro Wrestling Illustrated
  - Situada en el Nº63 en el PWI Female 100 en 2018[102]
  - Situada en el Nº35 en el PWI Female 100 en 2019[103]
  - Situada en el Nº11 en el PWI Female 100 en 2020
  - Situada en el Nº12 en el PWI Female 150 en 2021[104]
  - Situada en el Nº42 en el PWI Female 150 en 2022
  - Situada en el Nº1 en el PWI Female 250 en 2023
  - Situada en el Nº12 en el PWI Female 250 en 2024
- Wrestling Observer Newsletter
  - Lucha 5 estrellas - (2025) vs. Bianca Belair vs. Iyo Sky en WrestleMania 41 el 20 de abril de 2025